# Selotinatah
Selotinatah is een bestuurslaag in het regentschap Magetan van de provincie Oost-Java, Indonesië. Selotinatah telt 5590 inwoners (volkstelling 2010).